# Michail Pappas
Michail Pappas (griechisch Μιχαήλ Παππάς, * 24. Februar 1998) ist ein griechischer Leichtathlet, der sich auf den Sprint spezialisiert hat.

## Sportliche Laufbahn
Erste internationale Erfahrungen sammelte Michail Pappas im Jahr 2015, als er bei den Jugendweltmeisterschaften in Cali mit 48,85 s in der ersten Runde im 400-Meter-Lauf und in der Mixed-Staffel über 4-mal 400 Meter mit 3:30,56 min den Finaleinzug verpasste. Im Jahr darauf belegte er bei den U20-Balkan-Meisterschaften in Bolu in 22,51 s den sechsten Platz im 200-Meter-Lauf und 2017 belegte er bei den U20-Balkan-Hallenmeisterschaften in Istanbul in 49,39 s den vierten Platz über 400 Meter. Anfang Juli gewann er bei den U20-Balkan-Meisterschaften in Pitești in 22,01 s die Silbermedaille über 200 Meter und siegte in 40,88 s mit der griechischen 4-mal-100-Meter-Staffel. Anschließend schied er bei den U20-Europameisterschaften in Grosseto mit 48,14 s in der ersten Runde über 400 Meter aus und belegte mit der Staffel in 40,40 s den sechsten Platz. 2018 belegte er bei den U23-Mittelmeer-Meisterschaften in Jesolo in 47,07 s den siebten Platz über 400 Meter und anschließend gelangte er bei den Balkan-Meisterschaften in Stara Sagora mit 47,49 s auf Rang sechs. Im Jahr darauf kam er bei den U23-Europameisterschaften in Gävle mit 48,49 s nicht über den Vorlauf hinaus und verpasste mit der 4-mal-100-Meter-Staffel mit 40,38 s den Finaleinzug. 2022 kam er dann bei den Balkan-Meisterschaften in Craiova in der 4-mal-400-Meter-Staffel nicht ins Ziel.
In den Jahren von 2017 bis 2019 sowie 2021 wurde Pappas griechischer Meister im 400-Meter-Lauf sowie 2021 auch in der 4-mal-400-Meter-Staffel.

## Persönliche Bestleistungen
- 200 Meter: 21,44 s (−0,5 m/s), 15. Juli 2018 in Patras
- 400 Meter: 46,44 s, 27. Juli 2019 in Patras
  - 400 Meter (Halle): 48,24 s, 12. Februar 2021 in Piräus